# III. Oszorkon
III. Oszorkon (uralkodói nevén Uszermaatré Szetepenamon) ókori egyiptomi fáraó volt a XXIII. dinasztia idején.
II. Takelot fáraó és II. Karomama királyné fiaként született, trónörökös korában Ámon főpapja volt. Herceg korában említi a thébai tevékenységét megörökítő Oszorkon herceg krónikája a karnaki Ámon-templom bubasztiszi kapuján. Apja halála után az ellene már korábban is lázadó I. Pedubaszt ragadta magához Felső-Egyiptom trónját, őt pedig fia, VI. Sesonk követte. Oszorkon az ő legyőzése után lépett trónra, és huszonnyolc évig uralkodott Felső-Egyiptomban. Uralkodása utolsó öt évében társuralkodóként kormányzott vele fia, III. Takelot.

## Trónra lépte
III. Oszorkon trónra léptének pontos dátuma nem ismert, a legtöbb egyiptológus az i. e. 790-es évek közepétől i. e. 787-ig terjedő időszakra teszi. Bonyolítja a kérdést, hogy Oszorkon herceg nem azonnal kiáltotta ki magát uralkodóvá, miután meghódította Thébát és legyőzte VI. Sesonkot. Ezt bizonyítja, hogy ezt a fontos eseményt nem saját uralkodása első évére, hanem az Alsó-Egyiptomban uralkodó III. Sesonk 39. évére datálta, tehát legalább egy vagy két évet várt. Lehetséges, hogy az motiválta, hogy előbb Felső-Egyiptom többi részén is legyőzze vagy megbékítse I. Pedubaszt és VI. Sesonk támogatóinak maradékát is, Elephantinétól a nyugati oázisokig, és ezzel megerősítse helyzetét. Így III. Oszorkon első uralkodási éve valószínűleg az alsó-egyiptomi IV. Sesonk 1. vagy 2. uralkodási évével esett egybe, nem III. Sesonk 39. évével.

## Személyazonossága

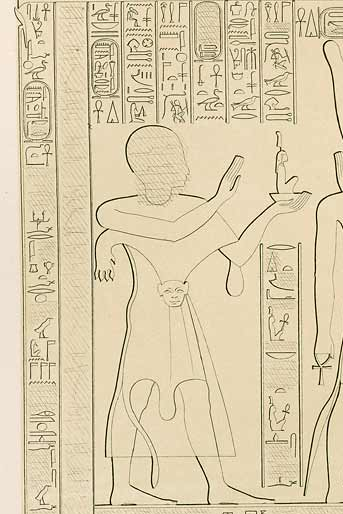
Relief, mely pályája elején, Ámon főpapjaként ábrázolja Oszorkont, apja uralkodása alatt. A relief megemlíti őseit is: anyja, II. Karomama apja Nimlot főpap, II. Oszorkon fia volt.

III. Oszorkont számos adománysztélé és kőtömb említi Hérakleopolisz Magnától Thébáig. Általában az alsó-egyiptomi XXII. dinasztia királyai, IV. Sesonk, Pami és V. Sesonk kortársának tartják (utóbbinak uralkodása első évtizedében). Azt, hogy azonos Oszorkon főpappal, több tény is bizonyítja. III. Oszorkon főfelesége Karoadzset királyné volt, másodfelesége Tentszai. Oszorkon herceg felesége egy sztélé szerint Tent[…], a név második fele hiányzik, Tentszaiként vagy Tentamonként is olvasható. Mindkét férfinak említik Sepenupet nevű lányát.
Ōhshiro Michinori, Anthony Leahy és Karl Jansen-Winkeln szerint egy 1982-ben Tinha el-Gebelben (az ókori Akóriszban) felfedezett adománysztélé szerint III. Oszorkon egykor Ámon főpapja volt, így minden bizonnyal azonos azzal az Oszorkon főpappal, aki III. Sesonk 39. évében legyőzte apja ellenségeit Thébában. Oszorkon főpap és III. Oszorkon azonosságát elsőként David Rohl és Peter James vetette fel 1982-ben.
Ámon főpapja, Oszorkon herceg krónikája kijelenti, hogy a főpap II. Takelot alatt szolgált az uralkodó 11. évétől a 25. évéig, majd III. Sesonk alatt, a 22. évtől a 39. évig. A hagyományos kronológia szerint eközött a két időszak között 21 év telt el, mert arra alapoz, hogy II. Takelot és III. Sesonk egymás után uralkodtak, és kénytelen feltételezni, hogy Oszorkon főpap elvesztette irányítását a thébai régió fölött, majd a köztes évekre eltűnt a színről. Mi azonban úgy tartjuk, hogy Sesonk 22. éve nem sokkal azután jött, hogy Takelot a 25. uralkodási évében meghalt, ahogy a feliratból logikusan következik. Ez azt jelentené, hogy III. Sesonk uralkodása Busziriszben valamikor II. Takelot negyedik uralkodási éve körül kezdődött. (…) A hagyományos kronológia szerint igen valószínűtlen lett volna, hogy Ámon főpapja, Oszorkon herceg végül III. Oszorkonként trónta lépjen, mert ehhez legalább 73 évesnek kellett volna lennie (feltéve, hogy legalább húszéves volt, amikor főpap lett, ezután 14 évig töltötte be a pozíciót Takelot alatt és 39 évig Sesonk alatt). Ha ehhez hozzáadjuk azt a 28 évet, ameddig Oszorkon uralkodott, akkor 101 évesen érte volna a halál. Ha nem számítjuk hozzá a hibásan hozzáadott 21 évet, amíg „száműzetésben” volt, akkor sokkal hihetőbb a főpap azonosítása III. Oszorkonna, aki így 80 évesen halt meg. Ezt egy további bizonyíték is erősen alátámasztja: Oszorkon herceg anyja Karomama Meritmut volt, III. Oszorkon pedig Kamama Meritmutként említi anyját.
A Nílus vízszintjét rögzítő karnaki szövegek közül a 6. és a 7. számú, melyeket III. Oszorkon 5. és 6. évére datáltak, a fáraó anyját „a fő királyné, Kamama Meritmut” néven említik. Oszorkon herceg anyja Karomama Meritmut királyné, II. Takelot felesége. A két, kissé eltérő írásmódú név majdnem teljesen bizonyosan ugyanarra a személyre utal.
A főpap és a fáraó azonos mivoltának elméletét mára számos egyiptológus elfogadta, köztük Jürgen von Beckerath, Karl Jansen-Winkeln, Gerard Broekman és Aidan Dodson is, Kenneth Kitchen azonban nem. Aidan Dodson és Dyan Hilton így foglalja össze a bizonyítékokat:
|  | „Azt, hogy Oszorkon herceg azonos III. Oszorkon királlyal, mutatja, hogy előbbinek utolsó megjelenése Ámon főpapjaként közvetlenül megelőzi III. Oszorkon trónra lépését. Ez megerősíti azt, ami egy Tehnában talált sztélé sugall, melyen a királyt főpapi címmel is említik, ami szokatlannak számít.” |
|  | |

Oszorkon valószínűleg nyolcvanas éveiig élt, ami megmagyarázza, utolsó éveiben miért nevezte ki maga mellé társuralkodónak fiát, III. Takelotot. Egészsége valószínűleg már megromlott. III. Oszorkon és III. Takelot társuralkodása az utolsó társuralkodás az ókori egyiptomi történelemben egészen a ptolemaida korig; a későbbi núbiai, szaiszi és akhaimenida dinasztiák fáraói egyedül uralkodtak.

## Családja
Kenneth Kitchen szerint Oszorkon főfelesége Karoadzset királyné volt, tőle született lánya, I. Sepenupet, Ámon isteni felesége. Másodfelesége, Tentszai volt Oszorkon két fiának, III. Takelot és Rudamon fáraóknak, valamint a fiatalon, még apja trónra lépte előtt elhunyt Sepenupetnek az anyja, aki egy Torinóban lévő sztéléről ismert. Sepenupet, Ámon isteni felesége mindkét fáraó fivérét túlélte, és még akkor is élt, amikor Sabataka núbiai király lett Egyiptom fáraója; ábrázolják a karnaki Ámon-templomban, Ozirisz-Hekadzset kis kápolnájában, melynek díszítése részben Sabataka uralkodása alatt készült.
Oszorkon egy további fia Dzsedptahiufanh, akinek neve egy Bostonban őrzött koporsóról ismert. Talán Oszorkon lánya Irtiubaszt, aki III. Takelot felesége lett.

## Fordítás
- Ez a szócikk részben vagy egészben  az   Osorkon III című angol Wikipédia-szócikk ezen változatának fordításán alapul.  Az eredeti cikk szerkesztőit annak laptörténete sorolja fel. Ez a jelzés csupán a megfogalmazás eredetét és a szerzői jogokat jelzi, nem szolgál a cikkben szereplő információk forrásmegjelöléseként.